# Bucharestring

Mapa de Bucharestring.

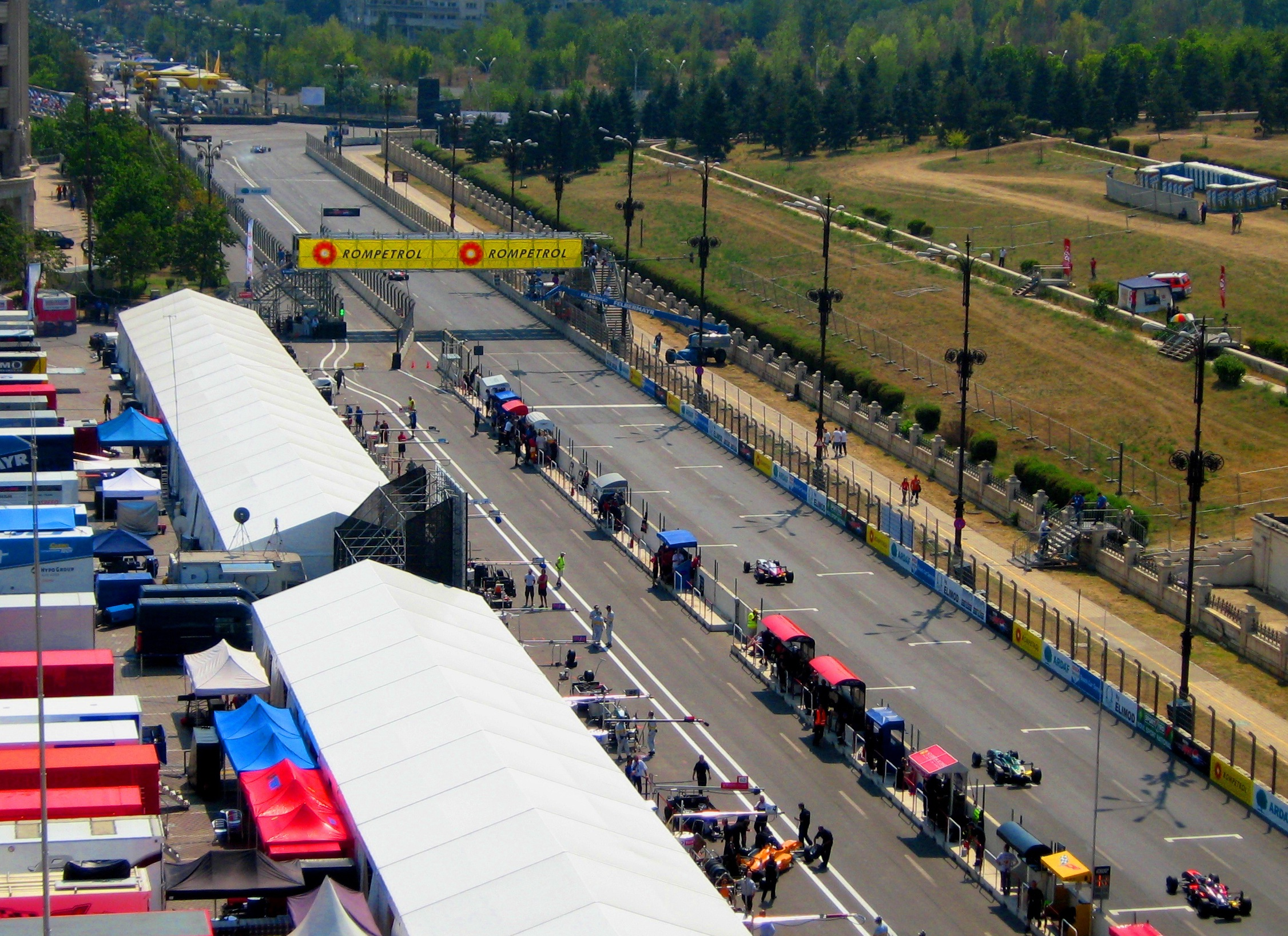
Sector de boxes, año 2008.

Bucharestring fue un circuito de carreras callejero situado alrededor del Palacio del Pueblo de la ciudad de Bucarest, Rumanía. Midió 3.071 metros de longitud y fue diseñado por el arquitecto alemán Hermann Tilke para albergar el Bucharest City Challenge, una cita del Campeonato FIA GT (gran turismo) y la Fórmula 3 Británica (monoplazas).
La primera edición de la carrera tuvo lugar en mayo de 2007, con una carrera de gran turismos de dos horas de duración. La segunda edición, disputada en agosto de 2008, estuvo compuesta de dos carreras de una hora, con puntuación idéntica para ambas. La edición de 2009 que estaba planeada para agosto fue cancelada. En 2011, estaba planeado que la Auto GP visitara este circuito, pero al final la prueba quedó cancelada.

## Ganadores

### Campeonato FIA GT
| Año  | FIA GT1             | FIA GT1        | FIA GT1            | FIA GT2         | FIA GT2     | FIA GT2      |
| Año  | Pilotos             | Pilotos        | Automóvil          | Pilotos         | Pilotos     | Automóvil    |
| ---- | ------------------- | -------------- | ------------------ | --------------- | ----------- | ------------ |
| 2007 | Andrea Bertolini    | Andrea Piccini | Maserati MC12      | Toni Vilander   | Dirk Müller | Ferrari F430 |
| 2008 | Jean-Denis Délétraz | Marcel Fässler | Chevrolet Corvette | Andrew Kirkaldy | Rob Bell    | Ferrari F430 |
| 2008 | Jean-Denis Délétraz | Marcel Fässler | Chevrolet Corvette | Andrew Kirkaldy | Rob Bell    | Ferrari F430 |

### Fórmula 3 Británica
| Año  | Primera carrera | Segunda carrera   |
| ---- | --------------- | ----------------- |
| 2007 | Marko Asmer     | Sam Bird          |
| 2008 | Brendon Hartley | Jaime Alguersuari |